# Lilla Klövtjärnen
Lilla Klövtjärnen är en sjö i Ovanåkers kommun i Hälsingland och ingår i Ljusnans huvudavrinningsområde.